# APTO
 APTO（エーピーティーオー、Asia Pacific Technical Operations）は、かつてのIBMアジア・パシフィックの開発製造の総称。日本では、IBM東京基礎研究所および日本IBM大和事業所、日本IBM藤沢事業所、日本IBM野洲事業所が含まれていた。
1983年に設立され、三井信雄が常務取締役開発・製造・事業推進担当として統括した。APTOの概略に関しては、日本IBMの顧客向け技術情報誌IBM ProVISIONのNo.44 （Winter 2005）のp.20に「日本アイ・ビー・エム株式会社（以下、日本IBM）の研究開発を担うAPTO（Asia Pacific Technical Operations）の拠点は、神奈川県大和市にあります。ここが北米・ヨーロッパなどのIBM研究所と比べて大きく異なるのは、基礎研究・ハードウェア開発・ソフトウェア開発・製造技術のすべてが1か所に集結していることです」との記述がある。
また、公開された組織図は残されていないが、Impress社の「日本IBM、顧客と開発製造部隊が“じか”につながる組織に改編」と題する記事中に、2004年7月1日付の組織図を見ることができる。